# رقروق لاطئ الأزهار
الرقروق لاطئ الأزهار أو القضيب أو الخشين أو الرعل أو رقة أو زفزف أو خياطة أو سمهري (باللاتينية: Helianthemum sessiliflorum) نوع نباتي يتبع جنس الرقروق من الفصيلة القريضية.

## الموئل والانتشار
النبات واطن في بلاد الشام والمغرب العربي.

## مرادفات للاسم العلمي
- (باللاتينية: Cistus sessiliflorus Desf.)